# Astroneer
Astroneer ist ein Sandbox-Survival-Spiel des US-amerikanischen Entwicklerstudios System Era Softworks.

## Szenario und Spielprinzip
Astroneer spielt in einer Zeit des Goldrauschs im 25. Jahrhundert, worin der Spieler auf der Suche nach Reichtum die Grenzen des Weltraums erkundet. Das Sandbox-Spiel wird in der Third-Person-Perspektive dargestellt. Durch die gebotene Bewegungsfreiheit enthält Astroneer ebenfalls Elemente eines Open-World-Spiels. Es gibt keine zentrale Handlung, aber optionale Aufgaben und Missionen. Zu Beginn macht sich einer der titelgebenden Astroneer von einem unbekannten Planeten auf den Weg nach Sylva, der ersten Welt, die der Spieler betritt.
Das wichtigste Werkzeug zur Erforschung fremder Planeten und Monde besteht in der Fähigkeit, das Terrain der prozedual generierten Spielwelten relativ frei zu verändern, gestalten und verformen. Dabei können Ressourcen gewonnen werden, mit denen der Spieler handeln und neue Fahrzeuge, Werkzeuge sowie Bauelemente für eine Weltraumbasis herstellen kann. Es besteht ebenfalls die Möglichkeit, gebaute Komponenten frei miteinander zu verbinden, um eigene Fahrzeuge und Module anzufertigen. Außerdem kann Astoneer mit bis zu vier Teilnehmern kooperativ gespielt werden, wobei das laufende Spiel jederzeit betreten oder verlassen werden kann.

## Entwicklung
Am 16. Dezember 2016 wurde das Spiel als Early-Access-Titel veröffentlicht, das Spiel ist dann am 6. Februar 2019 als Vollversion veröffentlicht worden. Astroneer wird von System Era Softworks entwickelt, einem Studio mit Sitz in Seattle, das von Entwicklern gegründet wurde, die zuvor bei 343 Industries, Disney, EA, Valve und Ubisoft waren. Der Soundtrack des Spiels wurde von Machinefabriek erstellt.

## Rezeption
Dem Spiel wurden im Rahmen der Webby Awards 2019 die Auszeichnungen „Best Adventure Game“ und „Best Visual Design“ verliehen. Astroneer erhielt auf Metacritic bei 17 Kritiken eine Durchschnittsbewertung von 71 aus 100 Punkten. GIGA urteilte: „Wie eine spielbare und sehr entspannende Lavalampe.“ Gamestar schrieb „Astroneer gelingt es, aus relativ wenigen Bausteinen ein abwechslungsreiches Spiel zusammenzusetzen. Man muss sich zwar zu Beginn stark in die Materie hineinfuchsen, aber wenn der Rohstoffrubel einmal rollt, fällt es schwer, sich ihm wieder zu entziehen.“

“It's like The Martian but cuter”

„Es ist wie der Marsianer, nur niedlicher“

“Where other sci-fi don't-die-'em-ups are soundtracked by the angry buzz of e'er-encroaching death, Astroneer's is all endorphin-inducing rising notes, delightful popping noises and the happy whirr of toylike tractors.”

„Wo andere Sci-Fi-Don't-die-'em-Ups vom wütenden Summen des nahenden Todes untermalt werden, erklingen bei Astroneer endorphinfördernde, aufsteigende Töne, entzückende Knallgeräusche und das fröhliche Surren von spielzeugähnlichen Traktoren.“